# Proximus Diamond Games 2004
Proximus Diamond Games 2004 — жіночий професійний тенісний турнір, що проходив на закритих кортах з килимовим покриттям Sportpaleis у Антверпені, Бельгія. Належав до турнірів 2-ї категорії в рамках Туру WTA 2004. Це був третій за ліком турнір Diamond Games. Тривав з 16 до 22 лютого 2002 року. Перша сіяна Кім Клейстерс здобула титул в одиночному розряді й отримала 93 тис. доларів США.

## Фінальна частина

### Одиночний розряд
Кім Клейстерс —  Сільвія Фаріна-Елія, 6–3, 6–0

### Парний розряд
Кара Блек /  Елс Калленс —  Міріам Казанова /  Елені Даніліду, 6–2, 6–1